# Niedosłuch
Niedosłuch (łac. hypoacusis) – zaburzenie funkcjonowania ucha polegające na nieprawidłowym przewodzeniu lub odbiorze dźwięków. Częstość występowania niedosłuchu rośnie z wiekiem:
- u noworodków występuje on w 2–3%
- do 18. roku życia – 5%
- 19–44. rok życia – 4,5–5%
- 45–64. rok życia – 14%
- 65–74. rok życia – 23%
- powyżej 75 lat – 35%.

Niedosłuch może występować jako izolowany objaw lub mogą mu towarzyszyć inne objawy otologiczne, np. szumy uszne lub zawroty głowy oraz pozaotologiczne tworzące określone jednostki chorobowe.

## Typy niedosłuchów
- niedosłuch przewodzeniowy (łac. hypoacusis conductiva) – dotyczy on zaburzenia występującego w części przewodzącej dźwięk: przewód słuchowy zewnętrzny lub ucho środkowe
- niedosłuch odbiorczy (łac. hypoacusis perceptiva) – dotyczy patologii występującej w części odbierającej dźwięk: narząd Cortiego, zwój spiralny lub nerw ślimakowy.
  - ślimakowy – dotyczy zaburzenia występującego w narządzie Cortiego
  - pozaślimakowy – związany jest z uszkodzeniem w I neuronie drogi słuchowej (nerw ślimakowy)
  - ośrodkowy – obejmuje zaburzenia słuchu zlokalizowane powyżej jąder ślimakowych (począwszy od II neuronu drogi słuchowej), aż do kory słuchowej
- niedosłuch mieszany (łac. hypoacusis mixta) – współwystępowanie obu rodzajów niedosłuchu w jednym narządzie słuchu.

### Rodzaje niedosłuchów
- ze względu na lokalizację uszkodzenia
  - niedosłuch typu obwodowego (uszkodzony narząd słuchu):
    - przewodzeniowy – uszkodzenie ucha zewnętrznego lub środkowego (do 60 dB ubytku)
    - odbiorczy – uszkodzenie ucha wewnętrznego, nerwu słuchowego (powyżej 60 dB ubytku)

  - mieszany – przewodzeniowo-odbiorczy
  - niedosłuch typu centralnego (uszkodzone ośrodki w mózgu)
- ze względu na czas wystąpienia wady słuchu
  - prelingwalny – powstały przed opanowaniem języka (do ok. 3. roku życia)
  - perylingwalny (interlingwalny) – powstały w czasie, gdy dziecko zna już podstawy języka, ale nie opanowało jeszcze systemu gramatycznego (ok. 3-5. roku życia)
  - postlingwalny – powstały po opanowaniu przez dziecko języka (ok. 5-7. roku życia i później).
- ze względu na etiologię
  - wrodzony – powstały na skutek predyspozycji genetycznych (jedną z najczęstszych przyczyn genetycznych jest mutacja w genie GJB2)[2], chorób matki podczas ciąży, stosowania środków farmakologicznych podczas ciąży, konfliktu serologicznego, promieniowania rentgenowskiego,
  - nabyty – powstały po urodzeniu na skutek chorób, urazów mechanicznych w obrębie głowy, urazów akustycznych, środków farmakologicznych,
- ze względu na głębokość – klasyfikacja BIAP (Międzynarodowego Biura Audiofonologii), uwzględniająca średnią arytmetyczną wartości progowych wyznaczonych przez krzywą audiometryczną dla częstotliwości klasycznych dla dźwięków mowy w rozmowie (przyjęte przez WHO tj. 500, 1000, 2000 Hz lub 4000 Hz, jeżeli przy tej częstotliwości próg wrażliwości odbieranych dźwięków jest niższy niż przy częstotliwości 2000 Hz)
  - lekki – 20 – 40 dB
  - umiarkowany – 40 – 70 dB
  - znaczny – 70 – 90 dB
  - głęboki – powyżej 90 dB obejmuje trzy grupy, wyznaczane na podstawie drugiej średniej, dodatkowo bierze się pod uwagę wartość progową dla częstotliwości 250 Hz (grupa złota – ubytek mniejszy równy 90 dB, grupa srebrna – ubytek między 90 a 100 dB, grupa brązowa – ubytek wrażliwości słuchowej powyżej 100 dB)

## Przyczyny niedosłuchu
Najczęstsze przyczyny wywołujące niedosłuch typu przewodzeniowego na poziomie
przewodu słuchowego zewnętrznego to:
- woskowina
- ciało obce w przewodzie słuchowym zewnętrznym
- wady wrodzone i inne zniekształcenia (np. zwężenia) przewodu słuchowego zewnętrznego
- nowotwory łagodne i złośliwe przewodu słuchowego zewnętrznego

Przyczyny niedosłuchu przewodzeniowego na poziomie ucha środkowego:
- zapalenie ucha środkowego: ostre, przewlekłe, wysiękowe
- otoskleroza
- urazy ucha środkowego: np. perforacja błony bębenkowej
- nowotwory łagodne i złośliwe ucha środkowego
- zaburzenia drożności trąbki słuchowej
- wady rozwojowe ucha środkowego
- nowotwory nosogardła
- osteogenesis imperfecta
- ziarniniakowatość z zapaleniem naczyń
- choroba Pageta

Przyczyny niedosłuchu pochodzenia ślimakowego
- wady wrodzone ślimaka
- zapalenie ucha wewnętrznego
- uraz akustyczny
- leki ototoksyczne
- zaburzenia ukrwienia ucha wewnętrznego:
  - nagła głuchota
- infekcje wirusowe[3]:
  - mogące doprowadzić do niedosłuchu wrodzonego:
    - cytomegalowirus
    - różyczka
    - limfocytarne zapalenie splotu naczyniówkowego i opon mózgowych

  - mogące prowadzić do niedosłuchu zarówno wrodzonego, jak i nabytego:
    - zakażenie HIV
    - opryszczka

  - mogące spowodować niedosłuch nabyty:
    - świnka
    - odra
    - zakażenie VSV (zespół Ramsaya Hunta)
    - gorączka Zachodniego Nilu
- choroba Ménière’a
- postać ślimakowa otosklerozy
- złamanie kości skroniowej
- uraz ciśnieniowy
- choroby o podłożu metabolicznym
  - hiperlipidemia
  - cukrzyca
  - niewydolność nerek
- niedosłuch starczy
- uszkodzenie ucha wewnętrznego po radioterapii
- zatrucie substancjami chemicznymi
  - tlenek węgla
  - metale ciężkie
  - rozpuszczalniki organiczne
  - pestycydy
- choroby o podłożu autoimmunologicznym:
  - choroby tkanki łącznej
  - wrzodziejące zapalenie jelita grubego
  - choroba Crohna

Przyczyny niedosłuchu odbiorczego pozaślimakowego
- guzy kąta mostowo-móżdżkowego
- guzy kości skroniowej
- neuropatia słuchowa
- guzy mózgu
- choroby naczyniowe mózgu
  - udar mózgu
  - tętniak
- stwardnienie rozsiane

## Charakterystyka niedosłuchu przewodzeniowego
Niedosłuch przewodzeniowy u chorego najczęściej objawia się gorszym słyszeniem w zakresie dźwięków niskich. Chory także lepiej rozumie mowę w hałasie (w otosklerozie) i nie skarży się na pogorszenie słuchu podczas rozmowy przez telefon – (wykorzystanie przewodnictwa kostnego). Chory nie mówi podniesionym głosem, ponieważ ma zachowaną kontrolę własnego głosu.
Próby stroikowe:
- próba Webera – lateralizacja w stronę ucha chorego lub gorszego (w przypadku obustronnego niedosłuchu przewodzeniowego)
- próba Rinnego – ujemna
- próba Schwabacha – przewodnictwo przedłużone

W audiometrii tonalnej – krzywa kostna w normie, krzywa powietrzna obniżona (zwykle w zakresie niskich częstotliwości). Próba wyrównania głośności jest ujemna.

## Charakterystyka niedosłuchu odbiorczego
Chorzy z niedosłuchem odbiorczym najczęściej gorzej słyszą dźwięki wysokie – chory lepiej słyszy pukanie do drzwi niż dźwięk dzwonka. Oprócz niedosłuchu mogą zgłaszać szumy uszne, uczucie „pełności” w uchu. Mowa jest znacznie gorzej słyszalna w hałasie i przy innych źródłach dźwięku. Chory często ma problem ze zrozumieniem mowy („słyszę, ale nie rozumiem”).
Próby stroikowe:
- próba Webera – lateralizacja w stronę ucha zdrowego lub lepiej słyszącego (w przypadku niedosłuchu odbiorczego obustronnego)
- próba Rinnego – dodatnia (zwykle skrócona)
- próba Schwabacha – przewodnictwo skrócone

W audiometrii tonalnej – krzywa kostna obniżona wraz z krzywą powietrzną (pokrywają się). Największy spadek w zakresie wysokich częstotliwości. Próba wyrównania głośności jest dodatnia tylko w przypadku niedosłuchu odbiorczego pochodzenia ślimakowego.

## Leczenie niedosłuchów
Leczenie niedosłuchów jest najczęściej przyczynowe i wynika ze schorzenia wywołującego niedosłuch. W przypadku niedosłuchu przewodzeniowego najczęściej jest to leczenie operacyjne lub inne zabiegowe. Niedosłuchy odbiorcze są leczone poprzez stosowanie protez słuchu aparat słuchowy lub implant ślimakowy, a także farmakologicznie: leki poprawiające krążenie krwi w ślimaku, leki rozszerzające naczynia – w przypadku nagłych głuchot. Wyjątkiem są guzy kąta mostowo-móżdżkowego, które są leczone operacyjnie.